# 德拉赫瑟尔斯里德
德拉赫瑟尔斯里德是德国巴伐利亚州的一个市镇。总面积41.71平方公里，总人口2348人，其中男性1138人，女性1210人（2011年12月31日），人口密度56人/平方公里。